# Palaiseul
Palaiseul ist eine französische Gemeinde mit 51 Einwohnern (Stand 1. Januar 2022) im Département Haute-Marne in der Region Grand Est. Sie gehört zum Arrondissement Langres und zum Kanton Chalindrey. 

## Lage
Die Gemeinde Palaiseul liegt zwölf Kilometer südöstlich von Langres. Sie ist umgeben von folgenden Nachbargemeinden:
|                   | Le Pailly                                   |        |
|                   | Kompassrose, die auf Nachbargemeinden zeigt | Violot |
| Heuilley-le-Grand |                                             |        |

## Bevölkerungsentwicklung
| Jahr                       | 1962 | 1968 | 1975 | 1982 | 1990 | 1999 | 2008 | 2018 |
| -------------------------- | ---- | ---- | ---- | ---- | ---- | ---- | ---- | ---- |
| Einwohner                  | 76   | 69   | 51   | 52   | 68   | 60   | 56   | 57   |
| Quellen: Cassini und INSEE |      |      |      |      |      |      |      |      |